# Thouarella trilineata
Thouarella trilineata is een zachte koraalsoort uit de familie Primnoidae. De koraalsoort komt uit het geslacht Thouarella. Thouarella trilineata werd in 2011 voor het eerst wetenschappelijk beschreven door Cairns. 